# Списък на английски писатели
Тази страница представлява непълен списък на английски писатели.
- Уилям Шекспир
- Филип Пулман (1946)
- Александър Поуп
- Уилям Блейк
- Чарлз Уолтър Стансби Уилямс
- Джефри Чосър
- Мери Шели
- Марджъри Алингам
- Ерик Амблър
- Дейвид Гемел
- Дейвид Лодж
- Лорънс Норфък
- Харолд Пинтър
- Синтия Харод-Игълс (р. 1948)
- Дъглас Адамс